# Hampton Roads Piranhas
Die Hampton Roads Piranhas waren ein US-amerikanisches Frauenfußball-Franchise mit Sitz in Virginia Beach im Bundesstaat Virginia. Von 2006 bis 2014 war es mit den Virginia Beach Piranhas in der USL PDL verbunden.

## Geschichte
Das Franchise wurde im Jahr 1995 gegründet und stieg in die Debüt-Saison der neuen USL W-League auch im selben Jahr in den Spielbetrieb ein. In der Saison 1997 erreichte die Mannschaft mit dem zweiten Platz der Division auch erstmals die Playoffs, scheiterte dort jedoch am Divisionsrivalen Maryland Pride mit 0:7. Zur Saison 1998 wurde die Liga dann in zwei abgetrennte Divisionen geteilt, in welchen das Team in die W-2 Division ging. Hier erreichte man nun in den nächsten Jahren immer die Playoffs, scheiterte dort aber immer spätestens im Finalspiel. Zur Saison 2000 wurde das Franchise dann wieder in die W-1 Division befördert. In der Saison 2001 erreichte man hier auch wieder die Playoffs und schaffte es ins Halbfinale, wo man aber mit 0:1 gegen die Vancouver Breakers verlor.
Nachdem die Teilung zwischen W-1 und W-2 bereits in der Saison 2002 aufgehoben wurde, erreichte die Mannschaft in der Saison 2003 auch wieder die Playoffs und gewann nach einem 1:0 im Championship-Game über die Chicago Cobras auch die Meisterschaft. Dies war aber auch die letzte Playoff-Teilnahme und mit einer immer größer werdenden Liga wurde es auch schwer einen Platz in den Playoffs zu bekommen, womit die Tabellenplatzierung auch immer weiter sank. Erst in der Saison 2012 reichte es mit einem Zweiten Platz in der Division wieder für die Playoffs, dort war nach einer 0:3-Niederlage gegen D.C. United Women aber schon in den Divisional Semifinals Schluss. Zumindest reichte es dann in der Folgesaison wieder für einen ersten Platz in der Regular Season, wonach man aber in den Northeastern Conference Playoffs mit 1:2 gegen die Washington Spirit Reserves verlor.
Im Januar 2014 wurde schließlich angekündigt, das Franchise auflösen zu wollen, begründet wurde dies mit den gesundheitlichen Problemen der Präsidentin. Zudem konnte für den Weiterbetrieb auch kein neuer Besitzer gefunden werden.